# オーレ・グンナー・スールシャール
オーレ・グンナー・スールシャール（Ole Gunnar Solskjær KSO (ノルウェー語発音: [ˈuːlə ˈɡʉnːɑr ²suːlʂær] ( 音声ファイル) ) 、1973年2月26日 - ）は、ノルウェー・ムーレ・オ・ロムスダール県クリスチャンスン出身の元サッカー選手 、現サッカー指導者。元ノルウェー代表。現役時代のポジションはフォワード。

## 人物
ゴール前での得点感覚に優れ、実年齢よりも若く見られる顔貌から、童顔の殺し屋の異名を取った。

## 選手経歴
ムーレ・オ・ロムスダール県クリスチャンスン出身。1989年、地元のサッカークラブ「クラウセンゲンFK」のユースに所属。翌1990年夏、トップチームに昇格し17歳でデビュー。在籍5年間で出場試合数を上回る115得点を記録し、4部にいたクラブの3部リーグ昇格に貢献する。

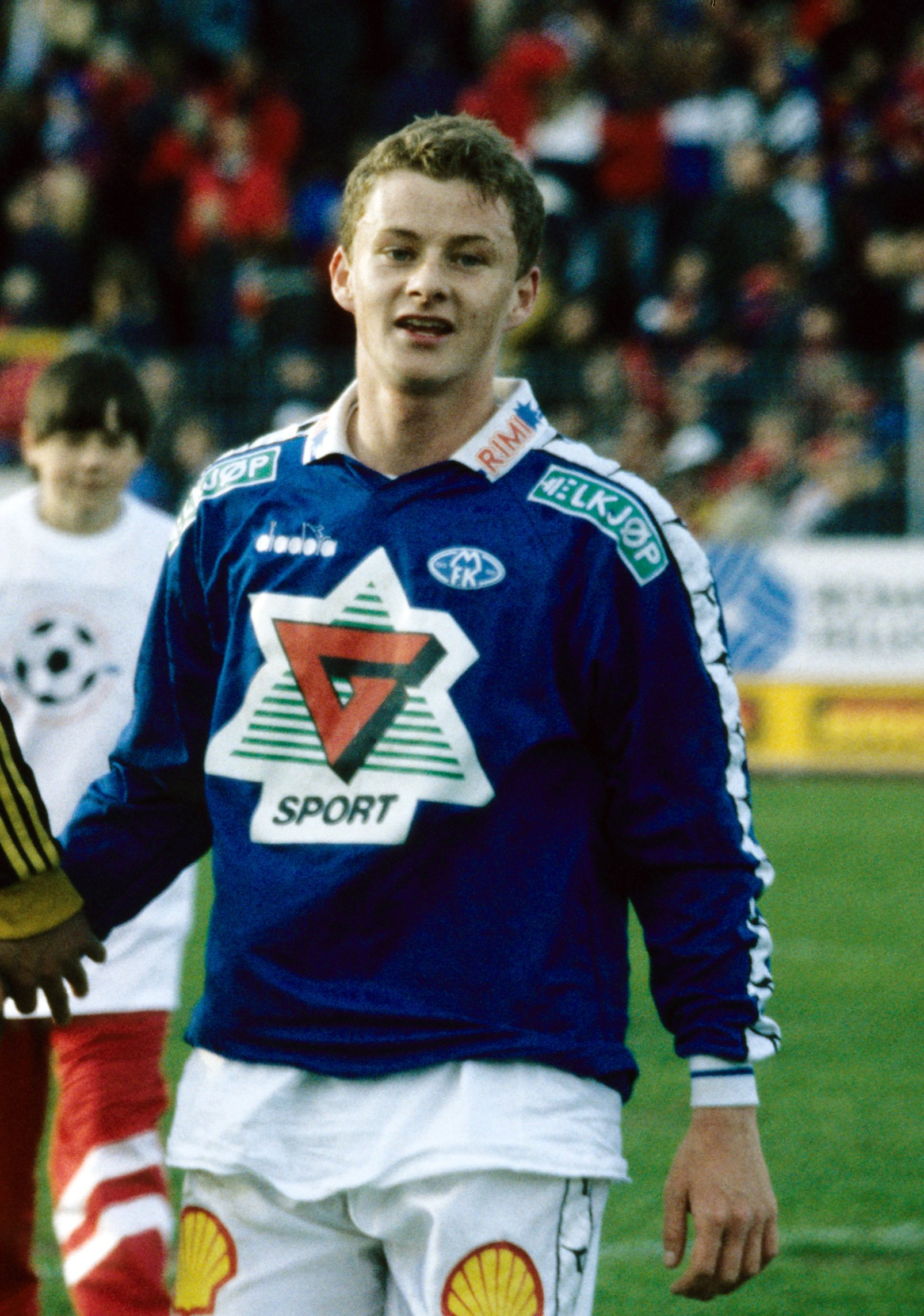
モルデFK選手時代（1996年）

1995年、国内トップリーグ・エリテセリエン所属のモルデFKに移籍。初年度から翌1996年にかけて、公式戦31得点を記録する。国内リーグやUEFAのカップ戦でも活躍した事から評判を呼び、競合の末イングランドの強豪マンチェスター・ユナイテッドに移籍した。
1996-97シーズンの8月にプレミアリーグデビュー。初年度からレギュラーポジションを獲得し、リーグ戦18得点を記録する。以後クラブの主力として活躍した。
1999年のUEFAチャンピオンズリーグ決勝、バイエルン・ミュンヘン戦でロスタイムに決勝ゴールを決め、マンチェスター・ユナイテッドを優勝へと導いた。
2003年以降は相次ぐ故障に悩まされ、ほぼ3年間満足に実戦に出られない日々を送っていたが、2006-07シーズンに復帰。2006年8月23日のプレミアリーグ、チャールトン・アスレティック戦で終了間際にゴールを決めて復活を果たした。また9月2日に行なわれたEURO2008予選、対ハンガリー戦でも2ゴールを挙げる活躍を見せた。その後も10月1日のニューカッスル戦で2ゴール、2007年1月7日のFAカップのアストン・ヴィラ戦では『カンプ・ノウの奇跡』を髣髴とさせるロスタイムでの逆転ゴールを決めてオールド・トラッフォードを歓喜の渦に巻き込み、完全復活を印象付けた。しかしその後右膝の怪我が再発し、手術を受けて懸命なリハビリに務めたものの満足な回復が見られず、ついに2007年8月28日、現役引退を表明した。

## 指導者経歴

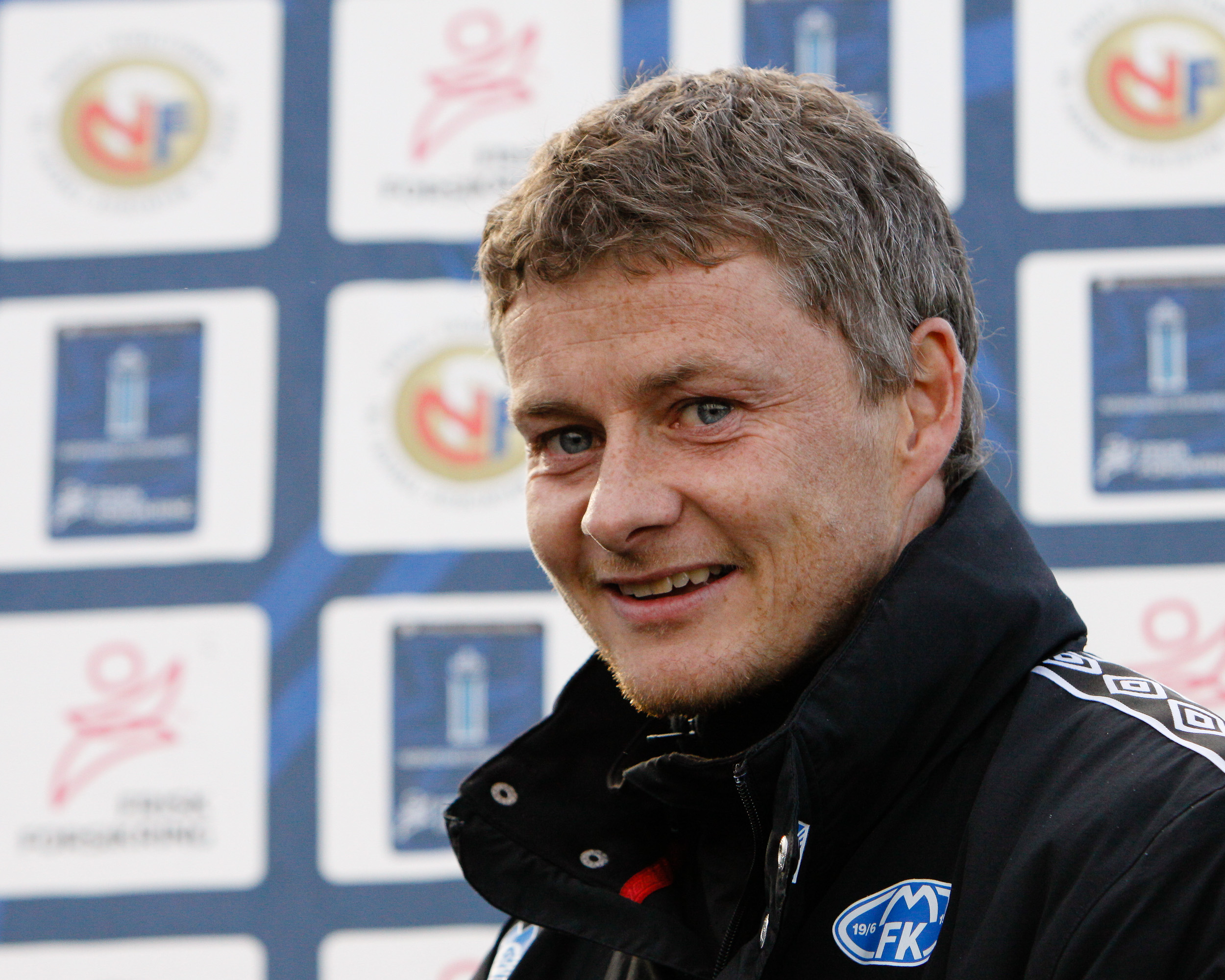
モルデFK監督時代（2011年5月）

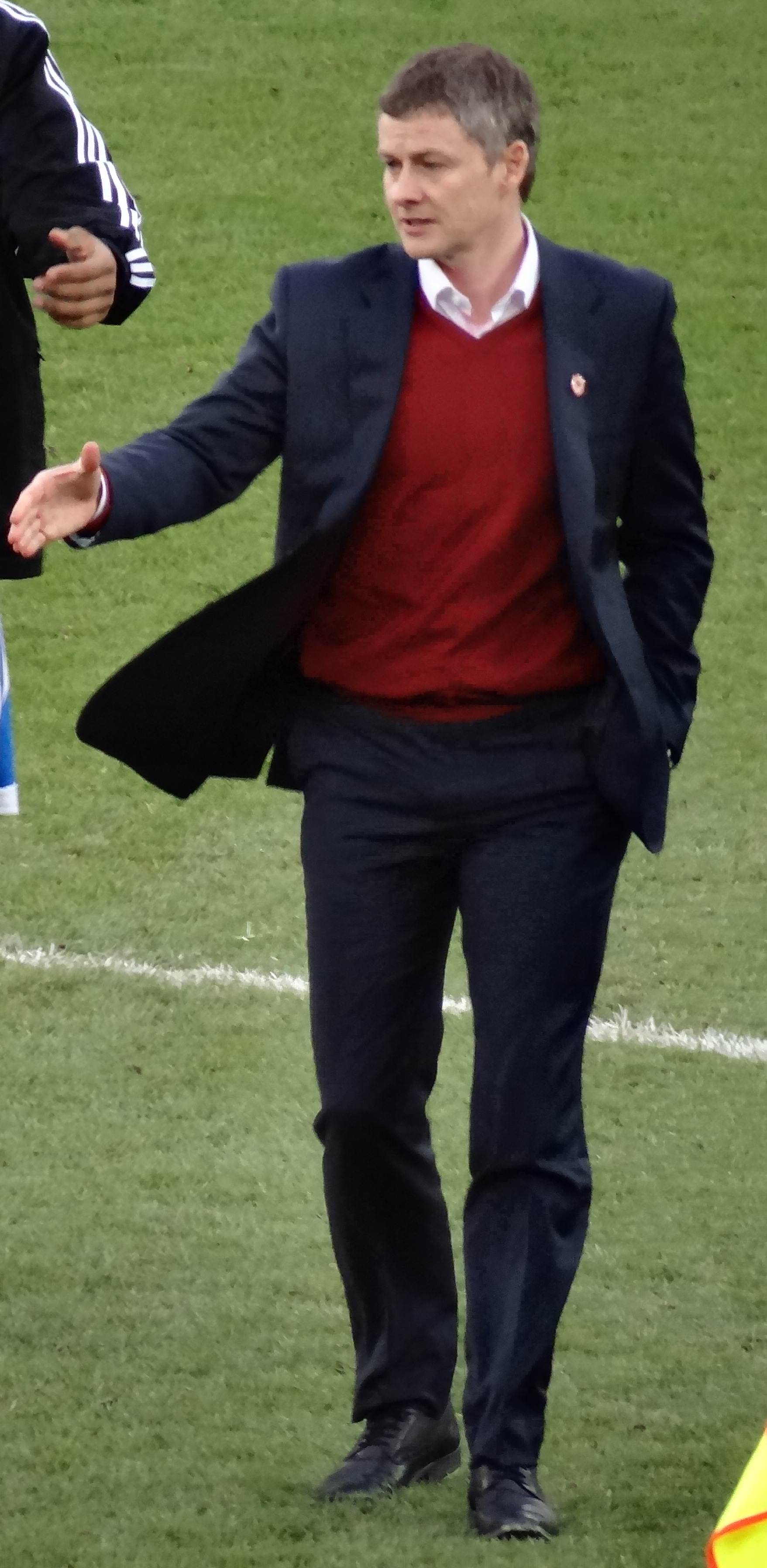
カーディフ・シティFC監督時代（2014年2月）

2008年から2010年までマンチェスター・ユナイテッドのリザーブチームの監督を務める。
2011年シーズンより、古巣であるノルウェー・モルデFKの監督に就任。初年にリーグ初優勝に導き、翌シーズンも連覇を果たす。2013年シーズンはノルウェーカップも制した。
また、サッカー支援組織「マンチェスター・ユナイテッド・サポーターズ・トラスト」の後援者となり、故郷のクリスチャンスンで若い選手たちのトレーニングアカデミー監督も務めた。
2014年1月2日、カーディフ・シティFCの監督に就任。だがクラブは低迷し2部へ降格。2014-15シーズンも引き続き指揮を執ったが17位と結果を残すことはできず、9月18日に解任された。
2015年10月21日、モルデFKの監督に復帰。2017年、2018年シーズンにて2位の成績を残す。
2018年末、マンチェスター・ユナイテッドの監督を解任されたジョゼ・モウリーニョに代わり、モルデFKからエリテセリエンのオフの期間を利用したローンの形で同クラブの暫定監督に就任した。2019年3月28日、正式に監督に就任し、3年契約を締結した。
2021年7月24日、マンチェスター・ユナイテッドと2024年までの契約延長に合意した。
就任以降、戦術の無さや選手の起用法などから批判を受けることが多く、格下相手に勝ち点を取りこぼし続け解任の声が叫ばれることが何度もあったが、解任ムードがピークに達した中で迎えるビッグマッチには勝利し首の皮を繋いでいた。しかし2021-22シーズン、10月25日に行われたプレミアリーグ第9節のリヴァプールFC戦においてオールド・トラッフォードで0-5で大敗すると、続く31日のトッテナム・ホットスパーFC戦では勝利するものの、マンチェスター・シティFC戦とワトフォードFC戦で連敗し、11月21日に解任。マイケル・キャリックが暫定的に指揮を執ることになった。
以降は指揮官復帰の可能性が取り沙汰されたりもするなかでなかなか具体化せず。現場からしばらく遠ざかるなか、欧州サッカー連盟（UEFA）のテクニカルオブザーバーなどを歴任していたが、2025年1月17日、スュペル・リグのベシクタシュJKの監督に就任することが発表された。

## 個人成績
| クラブ                       | シーズン     | リーグ | リーグ | FAカップ | FAカップ | リーグカップ | リーグカップ | 国際大会 | 国際大会 | その他 | その他 | 期間通算 | 期間通算 |
| クラブ                       | シーズン     | 出場   | 得点   | 出場     | 得点     | 出場         | 得点         | 出場     | 得点     | 出場   | 得点   | 出場     | 得点     |
| ---------------------------- | ------------ | ------ | ------ | -------- | -------- | ------------ | ------------ | -------- | -------- | ------ | ------ | -------- | -------- |
| モルデFK                     | 1995         | 26     | 20     | 4        | 6        | –            | –            | 4        | 3        | –      | –      | 34       | 29       |
| モルデFK                     | 1996         | 16     | 11     | 4        | 1        | –            | –            | –        | –        | –      | –      | 20       | 12       |
| モルデFK                     | 通算         | 42     | 31     | 8        | 7        | –            | –            | 4        | 3        | –      | –      | 54       | 41       |
| マンチェスター・ユナイテッド | 1996-97      | 33     | 18     | 3        | 0        | 0            | 0            | 10       | 1        | 0      | 0      | 46       | 19       |
| マンチェスター・ユナイテッド | 1997–98      | 22     | 6      | 2        | 2        | 0            | 0            | 6        | 1        | 0      | 0      | 30       | 9        |
| マンチェスター・ユナイテッド | 1998–99      | 19     | 12     | 8        | 1        | 3            | 3            | 6        | 2        | 1      | 0      | 37       | 18       |
| マンチェスター・ユナイテッド | 1999–00      | 28     | 12     | –        | –        | 1            | 0            | 11       | 3        | 6      | 0      | 46       | 15       |
| マンチェスター・ユナイテッド | 2000–01      | 31     | 10     | 2        | 1        | 2            | 2            | 11       | 0        | 1      | 0      | 47       | 13       |
| マンチェスター・ユナイテッド | 2001–02      | 30     | 17     | 2        | 1        | 0            | 0            | 15       | 7        | 0      | 0      | 47       | 25       |
| マンチェスター・ユナイテッド | 2002–03      | 37     | 9      | 2        | 1        | 4            | 1            | 14       | 4        | –      | –      | 57       | 15       |
| マンチェスター・ユナイテッド | 2003–04      | 13     | 0      | 3        | 0        | 0            | 0            | 2        | 1        | 1      | 0      | 19       | 1        |
| マンチェスター・ユナイテッド | 2004–05      | 0      | 0      | 0        | 0        | 0            | 0            | 0        | 0        | 0      | 0      | 0        | 0        |
| マンチェスター・ユナイテッド | 2005–06      | 3      | 0      | 2        | 0        | 0            | 0            | 0        | 0        | –      | –      | 5        | 0        |
| マンチェスター・ユナイテッド | 2006–07      | 19     | 7      | 6        | 2        | 1            | 1            | 6        | 1        | –      | –      | 32       | 11       |
| マンチェスター・ユナイテッド | 通算         | 235    | 91     | 30       | 8        | 11           | 7            | 81       | 20       | 9      | 0      | 366      | 126      |
| キャリア通算                 | キャリア通算 | 277    | 122    | 38       | 15       | 11           | 7            | 85       | 23       | 9      | 0      | 420      | 167      |

## 代表歴

### 出場大会
- ノルウェー代表
  - 1998 FIFAワールドカップ

### 試合数
- 国際Aマッチ 67試合 23得点（1995年-2007年）[14]

| ノルウェー代表 | 国際Aマッチ | 国際Aマッチ |
| 年             | 出場        | 得点        |
| -------------- | ----------- | ----------- |
| 1995           | 2           | 1           |
| 1996           | 6           | 3           |
| 1997           | 2           | 1           |
| 1998           | 9           | 3           |
| 1999           | 8           | 5           |
| 2000           | 10          | 1           |
| 2001           | 7           | 3           |
| 2002           | 9           | 2           |
| 2003           | 7           | 2           |
| 2004           | 2           | 0           |
| 2006           | 4           | 2           |
| 2007           | 1           | 0           |
| 通算           | 67          | 23          |

## 監督成績
2021年11月20日現在
| モルデ                       | ノルウェーの旗   | 2010年11月9日  | 2014年1月2日   | 126 | 69  | 26 | 31  | 054.76 |
| カーディフ・シティ           | ウェールズの旗   | 2014年1月2日   | 2014年9月18日  | 30  | 9   | 5  | 16  | 030.00 |
| モルデ                       | ノルウェーの旗   | 2015年10月21日 | 2018年12月19日 | 118 | 66  | 19 | 33  | 055.93 |
| マンチェスター・ユナイテッド | イングランドの旗 | 2018年12月19日 | 2021年11月21日 | 151 | 84  | 34 | 33  | 055.63 |
| 合計                         | 合計             | 合計           | 合計           | 425 | 228 | 84 | 113 | 053.65 |

## タイトル

### 選手時代

#### クラブ
マンチェスター・ユナイテッド
- プレミアリーグ：6回 (1996-97, 1998-99, 1999-00, 2000-01, 2002-03, 2006-07)
- FAカップ：2回 (1998-99, 2003-04)
- リーグカップ：1回 (2005-06)
- FAコミュニティ・シールド：4回 (1996, 1997, 2003, 2007)
- UEFAチャンピオンズリーグ：1回 (1998-99)
- トヨタカップ：1回 (1999)

#### 個人
- ノルウェー年間最優秀選手：1回（1996年）[15]

### 指導者時代

#### クラブ
マンチェスター・ユナイテッドU23
- プレミアリザーブリーグ：1回 (2009-10年)

モルデFK
- エリテセリエン：2回（2011, 2012）
- ノルウェーカップ：1回（2013）

#### 個人
- プレミアリーグ月間最優秀監督：1回（2019年1月）